# 松戸ガソリンスタンド店長殺害事件
松戸ガソリンスタンド店長殺害事件とは、1992年に、千葉県松戸市高塚新田にあったガソリンスタンドで発生した強盗殺人事件。
犯人は逮捕、起訴されたが精神鑑定により心神喪失と診断され公判を停止していたが、2010年に自殺した。

## 事件発生から最期まで
1992年10月、千葉県松戸市でガソリンスタンド店長の男性（当時38歳）を鉄パイプで殴って死亡させ現金約56万円を奪ったとして男性が強盗殺人罪で逮捕、起訴された。起訴前の2回の精神鑑定では心神耗弱と心神喪失に分かれるが千葉地検松戸支部は前者を採用して1年後に起訴した。だが過去に統合失調症での通院歴や裁判では裁判官との受け答えがままならないことから精神鑑定が実施され統合失調症による心神喪失と診断され1994年12月に千葉地裁松戸支部は公判停止を決定。だが治療施設への入院はされず拘置され続けた。そのため弁護側は翌1995年6月に拘置執行停止を同支部に請求するが認められなかった。1997年5月に改めて精神鑑定を実施、やはり心神喪失の結果が出た。2009年9月にも「訴訟能力を回復するには治療が必要」として同支部に医療施設への移送を求める意見書を提出していた。
2010年7月30日午前0時10分頃、千葉刑務所内の拘置施設内を巡回中の男性職員が単独房（独居房）内の敷布団の上で両目に私物の木製の塗箸を突き刺し顔を横にしてうつ伏せになっている状態の被告を発見。翌月8日午後7時半頃に穿通性頭部外傷により死亡した。49歳だった。侵入の形跡が無いことなどから自殺と断定した。
被告の元弁護人は自殺に関し「裁判所がなぜ放置してきたのかわからない。鑑定書で自傷他害の恐れがあると指摘されていた通りになったのだから裁判所に責任があるのではないか」「裁判所や地検は『被告の訴訟能力の回復を待つ』と説明していたが、医療機関への入院など適切な治療を受けさせなかった。自殺という重大な結果を招いた責任は重い」と話した。また刑務所は「普段から異常な行動は見られなかった」と話した。